# 医薬情報担当者
医薬情報担当者（いやくじょうほうたんとうしゃ、英: Medical Representative、MR）とは、医薬品の適正使用のため医療従事者を訪問することなどにより、医薬品の品質、有効性、安全性などに関する情報の提供、収集、伝達を主な業務として行う者のことを指すため、MRは製薬企業の代表者としてドクターや薬剤師などの医療関係者を訪問し、治療に関する医薬情報を提供する役割である。

## 概要
多くのMRは製薬会社に所属し、自社の医療用医薬品情報（品質、有効性、安全性など）を医師をはじめとする医療従事者に提供し、実際に使用された医薬品の副作用情報を収集し製薬会社にフィードバックすることを主な業務としている。
かつてはプロパー（宣伝者という意味の propagandist に由来）やデベロッパー(発展させる者、不動産のdevelopmentから由来)と呼ばれており、MRは製薬業界における、医療従事者相手の営業職にあたる。ただし他業界の営業職とは異なり、営業活動の中心は医薬情報の提供や、集めた副作用情報のフィードバックが主であり、医薬品の販売促進活動ではない。薬の誤った使い方によって人の命や健康が奪われる事がないよう正しく使用されているか医師に確認したり、膨大な薬の副作用や適応症の情報を医療現場に伝える。一方、情報提供をしながら集めた副作用情報を既存の医薬品の改良や新薬の開発に反映させる役割をもっている。MRにとって「顧客」となる医師や薬剤師などの医療従事者を相手に仕事を円滑に行うためには、医師と同等以上の疾患知識と薬剤知識が必要となる。自社品の特徴だけでなく、他社の類似品との違いなど、医師や薬剤師から尋ねられた際には正確に、即時回答する能力を求められている。しかしながら、医療業界は日進月歩の勢いで日々新しい治療法や薬が開発されている状況にあり、医師は新しい情報を常に求めている。
そうした医師のニーズに的確かつ迅速に応えることができる様、MRは国内外問わず最新の医学論文を常に読み漁り、平日の夜や土日には学会や研究会に同席する等、普段から関連するデータや最新の知見、新薬情報、適応症追加など自社品に限らず他社品への知識も日々アップデートが必要となり、タイムリーな医療に関わる情報提供ができる様に継続した勉強をする必要がある。
こうした学術知識のアップデートを図るため、実際の営業活動以外での仕事も多く、非常に激務な職種である。MRに必要な能力は『人柄や人間的信頼性』と『情報の中立性』が求められている。その上で、診療で多忙な医師に対しての気遣い、話しかけるタイミングやポイントを絞った高レベルのコミュニケーションスキルを持つMRが重宝される。医師のニーズに対して簡潔に要領よく説明することが求められており、たっぷりと時間をかけて相手に説明するスタイルのMRは全く通用せず、相手にされない。
MRには、高い倫理観に基づき、患者の立場から｢薬物治療のパートナー｣として医療従事者と共に医療の一端を担い、社会に貢献することにあることが求められている。日本では単に製薬会社の営業職という見方が強いが、欧米では医療チームの一員と認識されている。
日本のMRの総数は約6万人に上る。2013年には過去最高の6万5千人に達した。この人数は、医療用医薬品が著明な効果を示す反面、それに比例した強い副作用を持つ二面性があること、日本の医薬品（医療用品含む）の流通経路が複雑であることなどと関連している。各種医薬品の副作用情報、適正使用の提示、あるいは効能効果といった情報は、たった1つの医療用医薬品においてすら膨大な情報となるため、現在数十万とも言われる医薬品の適正使用情報を提供するためには、上述のような数万人規模のMRが必要であるとされる。なお、大衆薬（一般用医薬品）および医薬部外品は通常の営業職が担当であり、MRは担当対象外とされる。製薬会社は医薬品を病院や薬局等に直接販売せず、医薬品卸を介するため、MRは医薬品の価格に関与する事も禁じられ、医薬品の代金回収を行う事もない。
MRの出身分野をみると、文科系出身のMRが最も多く約5割、次いで、理科系出身が約3割で、薬剤師MRの占める割合は2000年以降、約1割を前後している。女性MRは2000年以降年々増加しており、現在約1割に達しているが、激務のため、女性の離職率は高め。日本のMRの大部分は製薬企業に所属しているが、期間を限定して、販売業務受託機関（CSO）から製薬企業へ派遣されるCMR（コントラクトMR、派遣MRとも呼ぶ。）も存在する。

## 歴史
昭和40年代から60年代にかけて、医薬品市場は過度の「添付販売」や「景品販売」、あるいは巨額の接待攻勢が行われ、熾烈なシェア争いが繰り返されていた。そのため、医薬品の本来の品質・有効性・安全性とは無関係に薬が処方される悪弊が時として起こり、それに伴う重篤な薬害なども発生していたため、他業種から見ても異質な業界として世間からの批判が繰り返されていた。この悪弊は、MRに価格決定権があったことに起因すると言われている。
これらは製薬企業があまりにも企業の論理に走りすぎた結果と批判され、1976年には「倫理コード」を、1984年には日本製薬団体連合会（日薬連）が「製薬企業倫理綱領」を定め歯止めをかけようとしていたが、遵守率は低く、その思惑とは乖離した状況が続いていた。しかし、1991年に改正された独占禁止法の施行により、MRの価格決定権が禁止され、流通と医療機関との自主性によって価格が決定される仕組みへと業界のシステムが変更された。このことが業界の商慣行の大幅な修正へとつながり、日本製薬工業協会（製薬協）は自主規制のルール作成に取り組み、1993年医療用医薬品プロモーションコードを作成した。その中の「医薬情報担当者の行動基準」は以下のとおりである。
- 自社製品の添付文書に関する知識はもとより、その根拠となる医学的・薬学的知識の習得に努め、かつ、それを正しく提供できる能力を養う。
- 製薬企業は、直接であれ間接であれ、医薬品の適正使用に影響を与えるおそれのある金銭類を医療機関等に提供しない。
- 製薬企業は、医薬品の適正使用に影響を与えるおそれのある物品や、医薬品の品位を汚すような物品を医療担当者等に提供しない。
- 効能・効果、用法・用量等の情報は、医薬品としての承認を受けた範囲内のものを、有効性と安全性に偏りなく公平に提供する。
- 関係法規と自主規制を遵守し、医薬情報担当者として良識ある行動をする。

これにより、従来プロパーと呼ばれていた製薬企業の営業は再構成を余儀なくされ、MRとして再スタートを切ることになった。また、MR活動も薬の販売促進やPR中心の営業ではなく、薬の情報提供や情報収集を中心に営業を行う方向に変わった。この医療用医薬品プロモーションコードから、さらに発展させた、「製薬協コード・オブ・プラクティス」が2013年に策定され、会員会社のすべての役員・従業員と、研究者、医療関係者、患者団体等との交流を対象とした行動基準としている。
また、1996年には日本製薬工業協会（製薬協）により「製薬協企業行動憲章」が制定され、企業の社会的責任を中心に細かく倫理面での意識改革がもとめられた。さらに2001年には企業の法令遵守とリスクマネジメントを強化するために、「製薬協コンプライアンス・プログラム・ガイドライン」が制定された。これらの数度に渡る自主ルールの制定の結果、過度の「添付販売」や「景品販売」および巨額の接待攻勢は抑制され、公正競争規約も絡んで、現在ではこれらの行為を行うとMR個人だけではなく、所属する製薬企業も罰則等のペナルティを受けることとなっている。また、医療業界の再編の進む昨今、良質なMRが製薬企業の評価にも繋がることから、製薬企業各社はMRの教育や質の向上にも注力し、情報提供やプレゼンテーションなどでの優劣を競っている。

## MR認定試験
旧来プロパーと呼称されていた製薬企業の営業部隊は、1993年の製薬協の決定によって、「MR」と呼称されるようになった。さらに1997年には医療知識の向上と良質なMRの育成に資するため、「MR認定試験制度」が導入された。MR認定試験は、業界の自主認定試験であり、国家検定や公的試験とは一線を画する。その意味で医師免許や薬剤師免許とは異なり、MR認定がないと営業ができないわけではない。しかし、近年ではMR認定証のない営業の訪問を禁止する医療機関も出始めており、製薬企業の営業として活動する以上、取得は必須の試験となっている。なお、MR資格の有効期間は5年間となっている。

## 医療用医薬品製造販売業公正取引協議会
医療用医薬品製造販売業公正取引協議会（医薬品公取協）は公正取引協議会の一つで、現在の会長は第一三共株式会社の役員が務めている。MRの販売活動にも不当景品類及び不当表示防止法等の法的な裏付けのもと一定の自主規制を設けており、消費者庁及び公正取引委員会の認定・承認を受け、同庁・同委員会に届け出を行う「医薬品業等告示および公正競争規約、同施行規則、同運用基準」を定めている。

## MRの今後
金融や保険と同様、製薬業界も世界のグローバル化の激流に晒されている。世界における日本の製薬メーカーの規模は小さく、国内最大の売上げを誇る武田薬品工業やアステラス製薬でも世界的にはトップ10にすら入れておらず、世界の製薬メーカーとの実力差は相当の開きがある。また、ファイザーやノバルティスをはじめとする外資系製薬メーカーの国内進出も活発なことから、内資系メーカーの国際競争力や資本強化が急務とされており、厚生労働省も日本を代表するメガ・ファーマの出現を期待していると公言している。2012年4月からは、「接待」関連行為が一切禁止となり、今後のMRと医療関係者との関係が大きく変わることが想定される。また2019年4月よりPGL(プロモーションガイドライン)の運用が開始され、従来より横行していた不適切なプロモーションを是正する仕組みが出来ている。製薬企業においては、販売情報提供活動監督部門の設置が義務付けられ、MRは従来のプロモーションが出来なくなりつつある。

## 小説
- アーサー・ヘイリー著『ストロング・メディスン』(新潮社)1985年3月20日刊行(製薬会社に勤務する女性プロパーを主人公にしている。)

## マンガ
- 『家政夫のナギサさん』 製薬会社に勤務する女性MRを主人公にしている。